# Otto Wartisch
Otto Alexander Hermann Wartisch (* 18. November 1893 in Magdeburg; † 29. April 1969 in Wolfratshausen) war ein deutscher Dirigent, Komponist und Mitglied der NSDAP.

## Leben
Im Jahr 1930 promovierte Otto Wartisch über die Harmonik des musikalischen Impressionismus. Ebenfalls 1930 wurde er Mitglied der NSDAP (Mitgliedsnummer 400.618). Nach der Machtübernahme der Nationalsozialisten wurde er als SA-Standartenführer zum Juli 1933 (als Nachfolger von Carl Corbach) Leiter des neu formierten Loh-Orchesters Sondershausen. Dem Orchester stellte er sich vor mit den Worten: „Ich bin Musiker und Soldat der nationalsozialistischen Idee und will es bleiben bis an mein Ende. […] Sie sind zwar korporativ dem Kampfbund für deutsche Kultur beigetreten, müssen aber noch viel lernen, bevor Sie als vollwertige Glieder […] gelten können.“
Wartisch bewarb sich 1936 erfolglos in München. Etwa ab November 1939 leitete er das Sudetendeutsche Philharmonie-Orchester in Prag. 1940 wurde er Generalmusikdirektor des Philharmonie-Orchesters der Stadt Kattowitz und Intendant des Kattowitzer Opernhauses. Er organisierte in Zusammenarbeit mit dem KZ Auschwitz „Truppenbetreuungsveranstaltungen“ für das dortige KZ-Personal; so wurde am 5. April 1943 der Schwank Gitta hat einen Vogel und am 2. Oktober 1943 der Schwank Gestörte Hochzeitsnacht aufgeführt. Musikabende fanden zu den Themen Beschwingte Musik sowie Musikalische Köstlichkeiten aus Oper und Operette statt. Wartisch widmete dem Verleger des antisemitischen Hetzblatts  Der Stürmer Julius Streicher die Komposition Deutsche Rhapsodie. Anschließend wurde er Konzertdirigent in München, im Jahr 1951 wurde sein Werk Scharlott fährt gen Himmel in Bremen uraufgeführt.

## Werke (Auswahl)
- Cagliostro 1924.[5]
- Wedell 1928.[5]
- Studien zur Harmonik des musikalischen Impressionismus. Phil. Dissertation Universität Erlangen. (Mündl. Prüfung 10. Juli 1928.) Emil Rohr, Kaiserslautern 1930.
- Kaukasische Komödie, Oper in 1 Akt, am 8. März 1933 in Nürnberg uraufgeführt.[6]
- Konzert für Blasorchester, uraufgeführt durch den Deutschlandsender am 30. Juli 1939.[7]
- Konzert für Saiteninstrumente.[8]
- Rondo für großes Orchester.
- Jahrmarktsballade, heitere Funkoper 28. Oktober 1954 gesendet.[9]